# 李昆学
李昆学（1961年11月—），男性，云南昆明人，中华人民共和国政治人物。曾于1983年7月加入中共，1984年7月参加工作，西北大学政治经济学硕士专业毕业。第七次四川省党代会代表，第十三、十四届成都市人大代表。曾任金堂县县长和县委书记、成都市公安局局长、中共成都市委副书记，2015年11月下旬被中共四川省纪委立案调查。

## 简历
1984年毕业于成都体育学院体育系体育专业；1984年7月任成都体育学院团委干事、副书记；
1987年8月任共青团成都市委学校部部长，市学联秘书长；1988年2月任共青团成都市委指导部部长，市学联秘书长；
1989年2月任中国青旅集团成都公司总经理（1993.08―1995.06取得西北大学经济管理学院政治经济学硕士学位）；
1996年3月任中共金堂县委副书记；1996年9月任金堂县县长；1997年10月兼任中共金堂县委书记；1998年1月兼任县人大常委会主任；
2001年4月，任中共成都市委秘书长；2001年7月兼任成都市委办公厅主任；2001年8月成为中共成都市委常委；2003年12月任成都高新区党工委书记；2007年4月任中共成都市委政法委书记、市公安局局长；2012年9月，升任中共成都市委副书记。2015年11月24日，李昆學因为涉嫌严重违法违纪，被中共四川省纪委立案调查。2017年9月15日，李昆学因犯受贿罪、贪污罪、滥用职权罪，被资阳市中级人民法院判囚十年。